# Liste des chefs de l'État de la république socialiste de Roumanie
Le titre du chef de l'État de la république socialiste de Roumanie a évolué de la manière suivante entre 1947 et 1989 :
- 1947-1948 : président du Présidium provisoire de la République ;
- 1948-1961 : président du Présidium de la Grande Assemblée nationale ;
- 1961-1974 : président du Conseil d'État ;
- 1974-1989 : président de la République.

## Chefs de l’État successifs

### République populaire roumaine (1947-1965)
| Nom                    | Début du mandat  | Fin du mandat   | Fonction                                                             | Parti politique | Parti politique              |
| ---------------------- | ---------------- | --------------- | -------------------------------------------------------------------- | --------------- | ---------------------------- |
| Constantin Ion Parhon  | 30 décembre 1947 | 13 avril 1948   | Président du Présidium provisoire de la République                   |                 | Parti communiste de Roumanie |
| Constantin Ion Parhon  | 13 avril 1948    | 2 juin 1952     | Président du Présidium de la Grande Assemblée nationale              |                 | Parti ouvrier roumain        |
| Petru Groza            | 2 juin 1952      | 7 janvier 1958  | Président du Présidium de la Grande Assemblée nationale              |                 | Front des laboureurs         |
| Mihail Sadoveanu       | 7 janvier 1958   | 11 janvier 1958 | Présidents par intérim du Présidium de la Grande Assemblée nationale |                 | Parti ouvrier roumain        |
| Anton Moisescu         | 7 janvier 1958   | 11 janvier 1958 | Présidents par intérim du Présidium de la Grande Assemblée nationale |                 | Parti ouvrier roumain        |
| Ion Gheorghe Maurer    | 11 janvier 1958  | 21 mars 1961    | Président du Présidium de la Grande Assemblée nationale              |                 | Parti ouvrier roumain        |
| Gheorghe Gheorghiu-Dej | 21 mars 1961     | 19 mars 1965    | Président du Conseil d'État                                          |                 | Parti ouvrier roumain        |
| Ion Gheorghe Maurer    | 19 mars 1965     | 24 mars 1965    | Présidents par intérim du Conseil d'État                             |                 | Parti ouvrier roumain        |
| Ștefan Voitec          | 19 mars 1965     | 24 mars 1965    | Présidents par intérim du Conseil d'État                             |                 | Parti ouvrier roumain        |
| Avram Bunaciu          | 19 mars 1965     | 24 mars 1965    | Présidents par intérim du Conseil d'État                             |                 | Parti ouvrier roumain        |
| Chivu Stoica           | 24 mars 1965     | 28 juin 1965    | Président du Conseil d'État                                          |                 | Parti ouvrier roumain        |

### République socialiste de Roumanie (1965-1989)
| Nom               | Début du mandat | Fin du mandat    | Fonction                    | Parti politique | Parti politique          |
| ----------------- | --------------- | ---------------- | --------------------------- | --------------- | ------------------------ |
| Chivu Stoica      | 28 juin 1965    | 9 décembre 1967  | Président du Conseil d'État |                 | Parti communiste roumain |
| Nicolae Ceaușescu | 9 décembre 1967 | 28 mars 1974     | Président du Conseil d'État |                 | Parti communiste roumain |
| Nicolae Ceaușescu | 28 mars 1974    | 22 décembre 1989 | Président de la République  |                 | Parti communiste roumain |